# Robert Walker Jr.
Robert Hudson Walker Jr. (ur. 15 kwietnia 1940 w Nowym Jorku, zm. 5 grudnia 2019 w Malibu) – amerykański aktor. Laureat nagrody Złotego Globu w kategorii najbardziej obiecujący nowy aktor za rolę Dominica w dramacie kryminalnym Laurence’a Harveya Ceremonia (1963).

## Życiorys

### Wczesne lata
Urodził się w Jamajce, dzielnicy w nowojorskiej dzielnicy Queens jako syn pary aktorskiej – Jennifer Jones i Roberta Walkera. Jego matka miała pochodzenie angielskie, a ojciec miał korzenie angielskie i szkockie. Miał młodszego brata Michaela Rossa (ur. 1941, zm. 2007). Jego rodzice rozstali się, gdy miał zaledwie trzy lata. Sześć lat później jego matka wyszła za mąż za potentata filmowego Davida O. Selznicka. Ze związku matki miał przyrodnią siostrę Mary Jennifer, która w 1976 popełniła samobójstwo w wieku 20 lat, skacząc z dwudziestodwupiętrowego budynku w Los Angeles w Kalifornii. Uczęszczał do The Lawrenceville School i na początku lat 60. studiował aktorstwo w Actors Studio.

### Kariera
W 1957 rozpoczął pracę w telewizji w roli Arjuna Ghanshyama w jednym z odcinków serialu First Performance z Patrickiem Macnee i Lloydem Bochnerem. Debiutował na kinowym ekranie w roli szeregowca O. A. Dennisona w dramacie wojennym George’a Seatona Hak (The Hook, 1963) o wojnie koreańskiej u boku Kirka Douglasa. W jednym z odcinków serialu ABC Wielka dolina (The Big Valley, 1965) – pt. „Mój syn, mój syn” wcielił się w postać Evana Milesa, zaburzonego emocjonalnie wyrzuconego z college’u, który ma obsesję na punkcie przyjaciółki z dzieciństwa Audry Barkley (Linda Evans). W kultowym filmie drogi Swobodny jeździec (Easy Rider, 1969) w reżyserii Dennisa Hoppera zagrał hipisa Jacka, który wykonywał Taijiquan, wewnętrzną chińską sztukę walki. W odcinku Star Trek – pt. „Charlie X” (1966) został obsadzony w roli Charlesa „Charliego” Evansa, 17-letniego odmieńca społecznego z mocami psychicznymi. Wystąpił jako rozpoczynający karierę model Joseph w melodramacie ABC Wśród modeli (Making of a Male Model, 1983) z Joan Collins. W operze mydlanej CBS Dallas (1985–1986) pojawił się jako Harding Devers.

## Życie prywatne
Był trzykrotnie żonaty. W 1962 zawarł związek małżeński z Ellie Wood–Walker, z którą miał troje dzieci. W czerwcu 1976 rozwiedli się. 18 lutego 1978 poślubił Judy Motulsky, z którą miał syna Jordana (ur. 26 maja 1982) i córkę Colette (ur. 16 lipca 1984). Z czasem doszło do rozwodu. W 1981 ożenił się z Dawn Walker, z która miał syna Henry’ego i córkę Emily.

### Śmierć
Zmarł 5 grudnia 2019 w wieku 79 lat w swoim domu w Malibu w Kalifornii.

## Filmografia
Filmy:
- The Hook (1963) jako szeregowy O. A. Dennison
- Ceremonia (1963) jako Dominic
- Ensign Pulver (1964) jako Ensign F. Pulver
- Zdarzenie (1967) jako Herby
- Wóz pancerny (1967) jako Billy Hyatt
- Dzika siódemka (1968) jako Johnnie
- Swobodny jeździec (1969) jako Jack
- Billy Young (1969) jako  Billy Young
- Droga do Saliny (1970) jako Jonas
- Strzeż się! Blob (1972) jako Bobby Hartford
- Gdyby Don Juan był kobietą (1973) jako gitarzysta
- Wiedźma (1973) jako Chupo
- Spisek Paschy (1976) jako Bar Talmi
- Diabelskie miasto (1977) jako Mike Segal
- Klątwa wiedźmy (1983) jako Matthew Pendleton
- Urok mordercy (1990) jako Edgar Perkins

Seriale TV:
- Doktor Kildare (1961-66) jako Neal Tomlinson (gościnnie, 1964)
- Combat! (1962-67) jako Ollie Joe Brown (gościnnie, 1966)
- Star Trek (1966-69) jako Charlie Evans (gościnnie, 1966)
- Bonanza (1959-73) jako Mark Cole (gościnnie, 1967)
- Columbo jako Neil Cahill (w odc. pt. Umysł ponad prawem z 1974)
- Ulice San Francisco (1972-77) jako Gene Watson (gościnnie, 1975)
- Sierżant Anderson (1974-78) jako Nat Stark (gościnnie, 1976)
- Aniołki Charliego (1976-81) jako Burt Marshall (gościnnie, 1979)
- Quincy (1976-83) jako Peter Thorwald (gościnnie, 1977)
- Dallas (1978-91) jako Harding Devers (gościnnie w 3 odcinkach z 1985)
- Riptide (1983-86) jako Oscar Davenport (gościnnie, 1985)
- Dni naszego życia (od 1965) jako dr Collins (gościnnie, 1986)
- Napisała: Morderstwo (1984-96) jako Otto Hardwick/George Owens (gościnnie; 1987 i 1990)
- Prawnicy z Miasta Aniołów (1986-94) jako William Lowell (gościnnie, 1991)
- Adam-12 (1990-91) dyrektor (gościnnie, 1991)
- Santa Barbara (1984-93) jako dr Pressman (gościnnie, 1992